# Hannes Råstam
Per Hannes Råstam, född 27 juni 1955 i Göteborg, död 12 januari 2012 i Haga församling i Göteborg, var en svensk journalist och musiker. Han var son till teaterdirektören Hans Råstam och bror till psykiatriprofessor Maria Råstam.

## Biografi

### Musik
Råstam, som var son till teatermannen Hans Råstam och dennes första hustru tandläkaren Solveig Nilsson, växte upp i ett villaområde i Stora Bråta i Lerum öster om Göteborg. Många skådespelare och kulturpersonligheter vistades i barndomshemmet och under en period hade familjen Per Oscarsson som inneboende. Råstam hoppade av gymnasiet och tog tillfälliga arbeten i hamnen och på mentalsjukhus innan han valde att satsa på musiken. Som basist spelade Råstam i proggbandet Text & Musik, Blåkulla samt i Globetrotters och med andra i kretsarna kring skivbolaget Nacksving. Han spelade med Rolf Wikström och Mikael Wiehe, men framför allt med Björn Afzelius under nästan två decennier. Det var först vid 36 års ålder som Råstam bytte bana från musiken till journalistiken.

### Journalistik
Efter att ha utbildat sig till journalist på Skurups folkhögskola började Råstam 1993 vid Sveriges Television. Han profilerade sig som grävande journalist i program som Striptease och Uppdrag granskning. Han tilldelades Stora journalistpriset 1998 tillsammans med Janne Josefsson för granskningen av Osmo Vallos död. År 2005 mottog han Lukas Bonniers Stora Journalistpris för "långvarig och framstående journalistisk gärning". Vidare tilldelades han Guldspaden 2009 för dokumentären Thomas Quick – att skapa en seriemördare, en dokumentär som dock fälldes av Granskningsnämnden för radio och TV för att "programmet strider mot kravet på saklighet". Dokumentärerna om Thomas Quick gjorde han tillsammans med researchern Jenny Küttim.
Ett uppmärksammat fall som Råstam arbetade med är Bo Larsson, dömd för våldtäkt, men senare friad tack vare den undersökande journalistik som Råstam och hans medarbetare Victoria Gaunitz gjorde och som blev ett avsnitt i TV-programmet Uppdrag granskning, kallat "Fallet Ulf". Domen ledde till en generell förändring då svenska åklagare inte längre får undanhålla den dömdes utredningsmaterial. Han gjorde också dokumentären Varför erkände dom? om mordbränderna i Falun.
Bland internationella utmärkelser som Råstam fick kan nämnas Prix Italia (2001), Guldnymfen i Monte Carlo (2006) och Fipa d’Or, Frankrike (2006).

### Sista tiden
I septembernumret 2011 av tidskriften Filter publicerades ett porträttreportage om Råstam. I reportaget, som hade rubriken Grävarens testamente, berättade han att han hade cancer i levern och bukspottskörteln. Vid tiden för sin död arbetade han på en bok om fallet med Thomas Quick. Den skrevs senare klart av andra författare och Fallet Thomas Quick – att skapa en seriemördare gjorde att Råstam postumt tilldelades Guldspaden 2012. Råstam är begravd på Västra kyrkogården i Göteborg.

## Utmärkelser
- 1998 – Stora journalistpriset med Janne Josefsson.
- 1997 – Guldspaden med Janne Josefsson, reportage om arbetsförmedlingsfusk i Göteborg.
- 1999 – Guldspaden med Johan Brånstad, "Svenska vapen".
- 2000 – Guldspaden med Johan Brånstad, "I gravplundrarnas spår".
- 2001 – Prix Italia
- 2001 – Guldspaden med Janne Josefsson, "Göteborgskravallerna".
- 2002 – Björn Afzeliuspriset med Janne Josefsson
- 2005 – Lukas Bonniers Stora Journalistpris.
- 2006 – Guldnymfen i Monte Carlo
- 2006 – Fipa d’Or i Frankrike
- 2009 – Guldspaden, "Thomas Quick – att skapa en seriemördare".
- 2012 – Guldspaden, Boken "Fallet Thomas Quick – att skapa en seriemördare".